# Danh sách nhân vật trong Rewrite

Bìa phiên bản thông thường của Rewrite với dàn nữ chính (từ trái sang):
Hàng trên: Shizuru, Kotori, Lucia;
Hàng dưới: Akane, Kagari, Chihaya.

Visual novel Rewrite của Key phát hành năm 2011 với cốt truyện xoay quanh một học sinh cao trung có những khả năng phi thường cùng điều tra những điều huyền bí, siêu nhiên với năm cô gái học cùng trường. Việc này cuối cùng đã kéo anh vào vòng xoáy một cuộc chiến giữa những triệu hồi sư sứ ma và những siêu năng lực gia đang tìm kiếm một nữ sứ ma được ví như chiếc chìa khóa mở ra sự sống thông minh hoặc hủy diệt sự sống này trên Trái Đất. Các nhân vật do họa sĩ Hinoue Itaru thiết kế, và tên của nhiều người trong số họ được đặt dựa theo hoặc lấy cảm hứng từ tên các địa danh hay ga tàu ở Osaka và vùng lân cận. Một fan disc mang tựa Rewrite Harvest festa! cũng với sự tham gia của cùng dàn nhân vật trên, và một số nhân vật bổ sung khác.
Nhân vật mà người chơi nhập vai trong Rewrite là Tennouji Kotarou, một siêu nhân có quyền năng chuyển đổi không giới hạn cơ thể của anh nhằm giúp bản thân trở nên nhanh nhẹn và mạnh mẽ hơn, bên cạnh đó anh còn có thể chuyển hóa năng lượng của mình để tạo ra vũ khí. Anh được mời vào Câu lạc bộ Nghiên cứu Những điều huyền bí của trường bởi hội trưởng Senri Akane, một cô gái bí ẩn được mọi người gọi là "Phù thủy trường học". Akane cũng mời Ohtori Chihaya vào câu lạc bộ, đó là một cô gái rất mạnh mẽ, nhưng vụng về và ngây thơ, vừa mới chuyển đến học ở trường của họ. Kotarou mời ba cô gái khác tham gia câu lạc bộ: cô bạn hiếu động từ thời thơ ấu Kanbe Kotori, một cô gái nhút nhát đang là thành viên của Ủy ban Kỷ luật nhà trường tên là Nakatsu Shizuru, và bạn thân của cô là Konohana Lucia, lớp trưởng của Kotarou, người luôn bị sự sạch sẽ ám ảnh. Mỗi người trong số họ, bằng cách nào đó, đều có mối liên hệ theo kiểu hoặc bảo vệ hoặc tìm diệt "ma nữ" Kagari, người có thể biến cả nhân loại trở thành đống tro tàn.
Ngoài ra còn có nhiều nhân vật khác cũng xuất hiện suốt câu chuyện. Bao gồm những người như bạn thân của Kotarou là Yoshino Haruhiko, người luôn tự nhận mình là "chó điên", hay quản gia của Chihaya là Ohotri Sakuya, và Nishikujou Touka, một giáo viên mới rất tốt bụng ở trường của Kotarou. Những nhân vật phản diện chính gồm Kashima Sakura và các thành viên khác của Gaia, trong khi Kagari đóng vai trò như căn nguyên của cuộc chiến.

## Nhân vật chính
Tennouji Kotarou (天王寺 瑚太朗 Tennōji Kotarō)
Lồng tiếng bởi: Morita Masakazu
Kotarou là nam chính của Rewrite hiện đang học cao trung. Anh khá nông nổi và bị nhiều người cho là có tính kiêu ngạo. Trong khi còn chưa hiểu rõ chính bản thân mình, anh lại thường xen vào công việc của người khác và hầu như lần nào cũng gây rắc rối hay vướng phải những sự cố đáng tiếc. Những người bạn thân duy nhất của Kotarou là Kotori và Yoshino.
Kagari (篝)
Lồng tiếng bởi: Hanazawa Kana
Kagari là nữ chính quan trọng nhất của Rewrite. Hai phần truyện cuối cùng trong tác phẩm là "Moon" và "Terra" xoay quanh cô. Cô được biết đến với tên "Key" xuyên suốt trò chơi. Vai trò của Kagari ở nửa đầu tác phẩm khá khiêm tốn, nhưng nửa sau hoàn toàn tập trung vào câu chuyện của cô. Dải ruy băng màu đỏ buộc quanh cổ tay Kagari có thể ngăn chặn mọi tác động ảnh hưởng đến cô từ bên ngoài, đồng thời Kagari cũng có thể sử dụng chúng như vũ khí tấn công người khác một cách chủ động. Dải ruy bằng này được tiết lộ là kết tinh của "Aurora". Kagari có thể khiến hầu hết con người không bao giờ nhìn thấy cô. Cô hát một bài hát trong tiến trình tái tiến hóa; Kotarou mô tả những giai điệu đó một cách đơn giản là nặng về âm sắc nhưng không tươi đẹp. Trong suốt phần "Moon", cô sử dụng dải ruy băng để thiêu cháy Kotarou sau những nỗ lực kém hiệu quả của anh nhằm khiến cho Kagari nhận thức về sự tồn tại của anh. Mặc dù là một sứ ma, hình dáng bên ngoài của cô hệt như một thiếu nữ ở lứa tuổi cao trung. Kagari luôn mặc một bộ váy màu đen và cài kẹp tóc hình chữ thập. Ban đầu Kagari rất hiếm khi thể hiện cảm xúc của con người và hầu như không nói chuyện với ai bao giờ, về sau trong "Terra" cô trở nên linh hoạt hơn, mặc dù vẫn rất thơ ngây, khi thấy được loài người đã hành xử tử tế hơn. Thật ra có đến hai Kagari, đó là Kagari của Mặt Trăng và Kagari của Trái Đất; mặc dù bề ngoài y hệt nhau nhưng tính cách của họ hoàn toàn khác nhau. Trong fan disc Rewrite Harvest festa, vì hoàn cảnh mà Kagari có thêm một cái tên khác là Miracle Kagari (未来来篝/ みらくるかがり/ ミラクルカガリ Mirakuru Kagari).
Kagari của Mặt Trăng (月の篝 Tsuki no Kagari)
Cô là một bản thể sinh đôi của Kagari ở Trái Đất. Là sinh thể duy nhất sống trên Mặt Trăng, cô thực sự không có bất kỳ liên hệ nào với loài người. Gần cuối phần "Moon" cho thấy Kagari của Mặt Trăng có lẽ rất căm ghét bản thể sinh đôi của cô, qua những dấu hiệu như sự ganh tị với Kagari của Trái Đất vì được tồn tại trong một hành tinh sôi động ngập tràn sức sống và hạnh phúc, trong khi bản thân cô đang dần thoái hóa trên lớp đá lạnh lẽo vô hồn. Cô có sự hứng thú với cà phê.
Kagari của Trái Đất (地球の篝 Chikyū no Kagari)
Kagari của Trái Đất có thêm khả năng nói chuyện tốt hơn nhiều so với bản thể sinh đôi của cô sau quá trình quan sát con người, tuy nhiên cô cũng nói sai rất nhiều lần, thể hiện rõ trong phần "Terra". Cô lạnh lùng ra mặt và hay lăng mạ Kotarou. Kotarou miêu tả cô là một nàng công chúa ngốc nghếch thay vì một nữ thần. Nhìn chung cả Kagari của Mặt Trăng và Kagari của Trái Đất đều có chung những mặt tích cực, cũng như có chung ước vọng về những ký ức hạnh phúc.
Kanbe Kotori (神戸 小鳥)
Lồng tiếng bởi: Saitō Chiwa
Kotori là một trong những nữ chính của Rewrite, đóng vai trò quan trọng nhất trong nửa đầu trò chơi cho đến khi chuyển sang Kagari, và cô học cùng lớp với Kotarou. Cô có kỹ năng làm vườn rất giỏi và có thể cảm nhận được những vật siêu nhiên. Cô khá hiếu động, là bạn thân của Kotarou từ nhỏ, và ngoài anh ra cô không có thêm người bạn thật sự nào khác. Ngày trước Kotori từng có một con chó khác là Pero, do thường xuyên bị ngược đãi trong quá khứ, nó không tin cậy bất kỳ con người nào kể cả Kotori. Lúc câu chuyện mở ra, cô đang nuôi một chú chó vô cùng khỏe là Chibi-Moth (ちびもす Chibimosu, Lồng tiếng bởi: Naruse Shizuka), mà thực chất là một sứ ma do chính Kotori tạo ra từ cơ thể của Pero đã chết; Chibi-Moth luôn miệng kêu "mosu mosu" thay vì sủa. Mặc dù không có liên hệ nào với người của Gaia hay Guardian, cô là một giáo sĩ Druid và đã dựng nên kết giới toàn ma cây nhằm duy trì những ký ức về nhân loại của hành tinh. Là người được truyền lại sức mạnh của Druid thông qua một cây tầm gửi thần kỳ, cộng với việc tìm thấy một hố năng lượng sống trong rừng, Kotori có thể tự do tạo ra sứ ma mà không cần đánh đổi bằng sinh lực của bản thân. Cha mẹ Kotori qua đời trong một vụ tai nạn giao thông, nhưng cô đã tái sinh họ thành những sứ ma. Kotarou từng một lần thú nhận tình cảm của anh dành cho Kotori, nhưng cô từ chối.
Ohtori Chihaya (鳳 ちはや Ōtori Chihaya)
Lồng tiếng bởi: Shinomiya Saya
Chihaya là một trong những nữ chính của Rewrite bất ngờ chuyển đến học tại trường cao trung của Kotarou. Cô rất vụng về, luôn gặp khó khăn khi bày tỏ cảm xúc thật của mình và do được chăm sóc quá mức khi còn bé, cô không biết gì nhiều về thế giới bên ngoài. Cô cãi nhau suốt ngày với Kotarou. Người giám hộ của Chihaya là Ohtori Sakuya, cũng là quản gia của cô. Cô và Lucia thường xảy ra tranh chấp lớn. Kỹ năng nấu nướng của Chihaya vô cùng kinh hãi, và mùi vị những món cô nấu đủ sức hạ đo ván bất kỳ ai. Cô mặc đồng phục khác với những cô gái khác do gặp rắc rối trong việc mua đồng phục trường Kazamatsuri. Cô từng sống trong một ngôi làng, nơi những sứ ma được sản sinh liên tục, nhưng nó đã bị Guardian tấn công khiến toàn bộ dân làng và cả cha mẹ Chihaya bị giết chết. Cô trở thành thành viên của Gaia kể từ đó.
Senri Akane (千里 朱音)
Lồng tiếng bởi: Kitamura Eri
Akane là một trong những nữ chính của Rewrite đang học chung trường với Kotarou nhưng trên anh một khối. Cô là Hội trưởng Câu lạc bộ Nghiên cứu Những điều huyền bí của trường, và được mọi người gọi là "Phù thủy trường học" do bầu không khí huyền bí tỏa ra xung quanh. Mặc dù trông Akane còn kiêu ngạo hơn cả Kotarou ngay từ cái nhìn đầu tiên, cô có một mặt cá tính hoàn toàn trái ngược, thậm chí còn rất giản dị với bạn bè và gia đình. Akane từng sống trong một trại mồ côi, nơi nhận chăm sóc những đứa trẻ bị chấn thương tâm lý, và cô thường lén trốn ra khỏi trại. Kashima Sakura, thánh nữ của Martel, là người nuôi dưỡng cô. Akane có thể điều khiển sứ ma, nhưng không hoàn toàn kiểm soát chúng. Cô có một con chim sắt trinh sát, cũng là sứ ma, thường cung cấp những thông điệp và lời chỉ dẫn cho Kotarou; nó cũng có thể truyền đi ý nghĩ của Akane. Giống Chihaya, cô cũng là thành viên của Gaia.
Nakatsu Shizuru (中津 静流)
Lồng tiếng bởi: Suzuki Keiko
Shizuru là một trong những nữ chính của Rewrite, học dưới Kotarou một lớp. Cô rất nhút nhát dù là thành viên của Ủy ban Kỷ luật nhà trường. Shizuru đang mắc chứng rối loạn sắc tố mống mắt và nó khiến cô cảm thấy rất lúng túng, do đó cô phải đeo một miếng vá trắng che mắt phải màu vàng của mình, làm cô gặp trở ngại lớn khi giao tiếp; mắt trái của Shizuru có màu xanh lam. Dù không thể nói nhiều, cô thường thể hiện cảm xúc thông qua những biểu hiện phong phú trên nét mặt, và Kotarou có thể giải mã những biểu hiện đó cùng những hành vi và cử chỉ khác của Shizuru để trò chuyện với cô. Shizuru là thành viên của Guardian và có năng lực phục hồi vết thương của bản thân và những người khác, đồng thời gây ra tình trạng mất trí nhớ trên con người, ngoài ra còn có thể tạo một màn sương làm tê liệt sứ ma, nhưng không có tác dụng với bán sứ ma. Những năng lực bẩm sinh này của Shizuru đã bị đánh thức như hệ quả từ một sự kiện đau đớn tác động lên cô trong quá khứ.
Konohana Lucia (此花 ルチア Konohana Ruchia)
Lồng tiếng bởi: Asaki Risa
Lucia là một trong những nữ chính của Rewrite và đang là lớp trưởng của cô Kotarou, vì thế mà cô có ý thức mạnh mẽ về công lý và tinh thần trách nhiệm. Lucia rất khỏe và khó tính, thường xuyên ngăn chặn các trò đùa của Kotarou mỗi khi anh đi quá lố. Lucia là thành viên của Guardian và những năng lực của cô là thành quả từ kỹ thuật di truyền của Guardian, do họ muốn tạo ra một cá thể người có khả năng sinh tồn trong những vùng đất hoang dại mà Trái Đất sẽ bị thoái hóa thành sau hàng ngàn năm; vùng đất hoang đó phải thật sự khắc nghiệt, được thiết lập như toàn bộ bầu sinh quyển Trái Đất bị bao phủ bởi khí độc chết người. Do hệ quả từ kỹ thuật di truyền cho phép cô sống được trong môi trường độc hại này, cơ thể cô cũng phát sinh ra khí độc và mủ độc. Để chống chọi lại quá trình bài tiết chất độc, Lucia phải uống một loại thuộc đặc dụng. Một tác dụng phụ khác từ kỹ thuật di truyền này là cơ thể cô tạo ra những bước sóng hủy diệt, gây thương tổn vật lý lên các đối tượng bên ngoài mà không cần chạm tay vào. Tuy nhiên, những bước sóng vô ý có thể gây hư hại máy móc, vũ khí và các vật chất khác. Kết quả là, Lucia luôn cầm một thanh katana để tránh gây loạn trận chiến (bước sóng cũng khiến cho đường kiếm chém xuống của cô trông như một lưỡi cưa).

## Nhân vật phụ
Ohtori Sakuya (鳳 咲夜 Ōtori Sakuya)
Lồng tiếng bởi: Konishi Katsuyuki
Sakuya là học sinh năm ba cùng trường với Kotarou và trông nom Chihaya như một người giám hộ. Mặc dù cùng họ với Chihaya, anh không thật sự có quan hệ trực tiếp với cô, mà hoàn toàn là một sứ ma. Anh rất sợ mèo do một tai nạn trước đây, dù không có ác tâm với bất kỳ con mèo nào. Mặc dù nói chung là mẫu người dễ hòa đồng, anh chỉ tỏ ra lạnh lùng duy nhất với Kotarou; Sakuya thích bày ra những trò đưa Kotarou vào thế bí và lấy đó làm niềm vui. Anh có đeo kính.
Yoshino Haruhiko (吉野 晴彦)
Lồng tiếng bởi: Yanagida Jun'ichi
Yoshino Haruhiko, chủ yếu được mọi người gọi bằng họ, luôn tự xưng là "chó điên" như kẻ tội đồ, nhưng thực tế là anh ta không gây ra nhiều rắc rối cho mọi người lắm, dù luôn ra vẻ là một người cộc cằn. Haruhiko là bạn thân của Kotarou, mặc dù cả hai thường xuyên đối đầu nhau và anh luôn bị Kotarou chơi khăm. Haruhiko có tình cảm với Kotori nhưng không dám thổ lộ điều này.
Nishikujou Touka (西九条 灯花 Nishikujō Tōka)
Lồng tiếng bởi: Ryōko Tanaka
Nishikujou Touka là giáo viên mới ở trường của Kotarou, luôn được nhìn thấy khi đang nở nụ cười tử tế. Mặc dù không giảng dạy Kotarou hay những người khác, cô thường trò chuyện với họ ở hành lang, và đã quen biết Shizuru một thời gian trước đây. Cô cũng là một giáo viên rất được học sinh yêu mến.
Esaka Sougen (江坂 宗源 Esaka Sōgen)
Lồng tiếng bởi: Tōchi Hiroki
Esaka Sougen là một người đàn ông trung niên sở hữu một tiệm đồ cổ ở Kazamatsuri. Ông rất sành ăn và thường hay lui tới một số nhà hàng quanh thành phố, những nơi yêu thích luôn được ông ghi nhớ.
Imamiya Arata (今宮 新)
Lồng tiếng bởi: Lin Adrena
Imamiya Arata là một kẻ ăn chơi luôn mặc những bộ đồ khiến anh trông trẻ hơn tuổi rất nhiều. Anh là người của Guardian và từng có thời là bạn cùng lớp của Kotarou.
Inoue (井上)
Lồng tiếng bởi: Watanabe Yoshimi
Inoue là một nữ sinh trong Câu lạc bộ Báo chí ở trường của Kotarou. Cô nghi ngờ rằng Kotarou đã hối lộ hay làm cách gì đó mới được nhận vào trường. Giống Kotarou, cô điều tra những bí ẩn xung quanh Kazamatsuri, và do đó coi anh ta là một đối thủ. Mặc dù bị minh họa thiếu trong trò chơi gốc, cô được cung cấp một bản thiết kế chính thức trong những sản phẩm truyền thông khác, và cuối cùng xuất hiện trực tiếp trong fan disc Rewrite Harvest festa! cũng như các bản phát hành mới của Rewrite về sau.
Gennadii Eduardovich Kawachieewa (ゲンナジー・エドゥアルトヴィッチ・カワチエーワ Gennajī Eduarutovicchi Kawachiēwa)
Lồng tiếng bởi: Sakamaki Manabu
Thường được gọi đơn giản là Gen, là ông chủ tiệm ramen mà Shizuru thường hay ghé qua. Ông khá là lực lưỡng và có những hiểu biết sâu rộng về những gì đang diễn ra trong thành phố Kazamatsuri.
Shimako (しまこ)
Lồng tiếng bởi: Watanabe Yoshimi
Shimako là một bé gái có khả năng triệu hồi trong hàng ngũ Gaia. Cô bé không thể nói chuyện.
Midow (ミドウ Midō)
Lồng tiếng bởi: Hoshi Sōichirō
Midow là một triệu hồi sư của Gaia, luôn khoác áo trùm đầu và thường xuyên tấn công Kotarou cùng với một ma chó lông đen. Anh thường được hộ tống bởi hai triệu hồi sư cũng trùm kín đầu khác: Tenma (テンマ Lồng tiếng bởi: Mogami Tsuguo) và Tenjin (テンジン Lồng tiếng bởi: Kasukabe Shōri).
Kashima Sakura (加島 桜)
Lồng tiếng bởi: Wakabayashi Naomi
Kashima Sakura là một nữ nhân có tuổi và là thánh nữ của Martel, người của Gaia. Bà là một triệu hồi sư cao tay và có mối hận thù sâu sắc với nhân loại.
Suzaki Shūichirō (洲崎 周一郎)
Lồng tiếng bởi: Yukari Hikaru
Suzaki Shūichirō là người đứng đầu phòng quản lý của Martel.
Jasmine (ヤスミン Yasumin)
Jasmine là một thiếu nữ nghèo khổ đến từ một nước thuộc thế giới thứ ba mà Kotarou gặp gỡ khi đang thi hành nhiệm vụ được giao của Guardian trong phần Terra. Anh vẫn giữ liên lạc với cô ngay cả khi đã trở về Kazamatsuri. Cô là nhân tố để thế giới biết về Gaia, Guardian và các sứ ma qua mạng Internet.
Brenda (ブレンダ Burenda)
Lồng tiếng bởi: Ueda Noriko
Brenda là nhân vật phản diện chính trong kịch bản của Lucia.
Danh sách này không đầy đủ, bạn cũng có thể giúp mở rộng danh sách.